# Еритреја на Светском првенству у атлетици на отвореном 2015.
Еритреја је учествовала на Светском првенству у атлетици на отвореном 2015. одржаном у Пекингу од 22. до 30. августа десети пут. Репрезентацију Еритреје представљало 9 такмичара (7 мушкараца и 2 жене) у 5 (3 мушке и 2 женске) дисциплине.,
На овом првенству Еритреја је по броју освојених медаља делила 15. место са 1 освојеном медаљом (златна).. У табели успешности према броју и пласману такмичара који су учествовали у финалним такмичењима (првих 8 такмичара) Еритреја је са два учесника у финалу делила 29. место са 11 бодова.
| Плас. | Земља    | 1. место | 2. место | 3. место | 4. место | 5. место | 6. место | 7. место | 8. место | Бр. финал. | Бод. |
| ----- | -------- | -------- | -------- | -------- | -------- | -------- | -------- | -------- | -------- | ---------- | ---- |
| =29.  | Еритреја | 1        | 0        | 0        | 0        | 0        | 1        | 0        | 0        | 2          | 11   |

## Учесници
| Мушкарци: - Арон Кифле — 5.000 м - Абрар Осман — 5.000 м, 10.000 м - Nguse Amsolom — 10.000 м - Теклемариам Медин — 10.000 м - Гирмај Гебреселасије — Маратон - Amanuel Mesel — Маратон - Beraki Beyene — Маратон | Жене: - Назрет Велду — 10.000 м - Небиат Хабтемариам — Маратон |  |

## Освајачи медаља

### Злато
- Гирмај Гебреселасије — Маратон

## Резултати

### Мушкарци
| Атлетичар            | Дисциплина | Лични рекорд | Квалификације     | Квалификације     | Финале            | Финале       | Детаљи |
| Атлетичар            | Дисциплина | Лични рекорд | Резултат          | Место             | Резултат          | Место        | Детаљи |
| -------------------- | ---------- | ------------ | ----------------- | ----------------- | ----------------- | ------------ | ------ |
| Арон Кифле           | 5.000 м    | 13:17,62     | 13:25,85          | 11. у гр. 2       | Нису се пласирали | 11 / 39 (41) |        |
| Абрар Осман          | 5.000 м    | 13:14,00     | 13:45,55          | 6. у гр. 1        | Нису се пласирали | 21 / 39 (41) |        |
| Абрар Осман          | 10.000 м   | 27:41,69     |                   |                   | 27:43,21          | 6 / 23 (27)  |        |
| Nguse Amsolom        | 10.000 м   | 27:28,10     | 28:14,72          | 13 / 23 (27)      |                   |              |        |
| Теклемариам Медин    | 10.000 м   | 27:16,69     | 28:16,30 ЛРС      | 19 / 23 (27)      |                   |              |        |
| Гирмај Гебреселасије | Маратон    | 2:07:47      | 2:12:28           |                   |                   |              |        |
| Amanuel Mesel        | Маратон    | 2:08:17      | 2:15:07           | 9 / 42 (68)       |                   |              |        |
| Beraki Beyene        | Маратон    | 2:08:27      | Није завршио трку | Није завршио трку |                   |              |        |

### Жене
| Атлетичарка        | Дисциплина | Лични рекорд | Финале       | Финале       | Детаљи                                    |
| Атлетичарка        | Дисциплина | Лични рекорд | Резултат     | Место        | Детаљи                                    |
| ------------------ | ---------- | ------------ | ------------ | ------------ | ----------------------------------------- |
| Назрет Велду       | 10.000 м   | 33:23,93     | 35:14,18 ЛРС | 24 / 25      |                                           |
| Небиат Хабтемариам | Маратон    | 2:32:04 НР   | 2:44:42 ЛРС  | 34 / 52 (67) | Архивирано на веб-сајту (30. август 2015) |